# Stone (песня Alice in Chains)
«Stone» (с англ. — «Камень») — песня американской рок-группы Alice in Chains, второй сингл с альбома The Devil Put Dinosaurs Here (2013).

## О песне
Джерри Кантрелл придумал основной рифф к песне «Stone», когда восстанавливался после операции на плече, перенесённой в 2012 году. Он не мог держать в руках гитару, поэтому напел основную партию и записал на айфон. «К счастью, то, что я напевал, оказалось в строе Drop D, именно в нём я мог сыграть такую низкую ноту», — позже посмеивался Кантрелл. Эта песня вместе с «Hollow» и «Voices» послужили основой для новой пластинки Alice in Chains.
Песня начинается с басовой партии, напоминающей творчество Black Sabbath, после чего её начинает дублировать электрогитара. Вокальные обязанности делят Дюваль и Кантрелл, их голоса переплетаются и становятся трудноразличимы. Время от времени к основным аккордам Кантрелл добавляет гитарные проигрыши. Четырёхминутная композиция содержит гитарное соло, которое по мнению журналиста Premier Guitar Корбина Рейфа «вышло невероятно плотным и очень хорошо вписалось в каркас песни». Сам Кантрелл рассказывал, что гордится своими сольными партиями на альбоме, включая проигрыш в «Stone», но сделал их намеренно простыми: «Если бы я был более образованным и техничным, я бы мог запиливать соло длительностью четыре-пять минут, но я не такой. Я больше беспокоюсь о песне. Да, я гитарист и создаю возможность проявить себя, но я смотрю на это как на музыкальный проигрыш в песне. Оно [соло] должно говорить и обладать голосом, так же, как и остальная песня. Я смотрю на него просто как на смену партий и ещё одну вокальную линию».
Уильям Дюваль рассказывал, что ему нравится исполнять эту песню. «Подобные композиции тяжело сыграть и спеть, но они как катарсис, как терапия. Когда всё вокруг работает в такт и всё синхронизировано, а ты оказываешься внутри этого, появляется настоящая мощность. Очень круто быть в центре чего-то подобного, когда это происходит благодаря тебе… Ты можешь просто отключиться и впасть в состояние, подобное трансу, когда ты даже не задумываешься, а просто действуешь».

## Выпуск песни
«Stone» стала второй песней с альбома The Devil Put Dinosaurs Here, опубликованной ещё до официального выхода альбома (после выпущенной в декабре 2012 года «Hollow»). 25 марта 2013 года группа опубликовала 90-секундный фрагмент новой композиции. 11 апреля Alice in Chains исполнили песни «Stone» и «Hollow» из предстоящего альбома на телевизионном шоу «Джимми Киммел в прямом эфире». «Stone» также можно было скачать целиком в iTunes, оформив предзаказ на новый альбом группы. 15 апреля вышло официальное лирик-видео «Stone», а 18 апреля — полноценный видеоклип.
13 апреля песня дебютировала в американском чате Billboard Mainstream Rock. Композиция провела в хит-параде двадцать недель, из которых три недели — на первом месте.

## Видеоклип
Режиссёром видеоклипа на песню «Stone» стал Роберт Шобер, известный как Roboshobo, который ранее снял для Alice in Chains музыкальное видео «Hollow». Джерри Кантрелл остался доволен сотрудничеством с режиссёром. По сюжету группа играет посреди пустыни в окружении каменных глыб, а вокруг них местные жители пытаются катить в гору огромные камни, подобно Сизифу.

## Критические отзывы
В журнале Premier Guitar «Stone» назвали одной из композиций, на которых Кантрелл сумел проявить своё мастерство гитариста наиболее полно, а также грандиозным фрагментом альбома, которая выступает в роли «подставки для книг» для более спокойных песен. «Мегалитические» риффы Кантрелла отметили и в рецензии на музыкальном сайте NME, а в журнале Spin их назвали «фирменным шумом» гитариста.
Обозреватель сайта Metal Injection Дж. Эндрю назвал «Stone» своей любимой композицией с альбома, выделив основной гитарный рифф, а также мощный текст: «Почему ты хочешь вырезать на мне свои инициалы?»

## Места в хит-парадах
| Хит-парад (2013)               | Наивысшая позиция |
| ------------------------------ | ----------------- |
| Canada Rock (Billboard)        | 11                |
| US Mainstream Rock (Billboard) | 1                 |
| US Rock Airplay (Billboard)    | 11                |
| US Hot Rock Songs (Billboard)  | 37                |